# Empresa de Cervejas da Madeira
A Empresa de Cervejas da Madeira, Lda. (ECM), é uma empresa regional de produção e distribuição de bebidas da Região Autónoma da Madeira, certificada pelas normas nacionais e europeias (ISO 9001 e ISO 14001).
Em 1934, as famílias madeirenses Araújo e Tavares com a Sociedade Águas do Porto Santo Ld.ª proprietários da Fábrica Leão, a família Miles proprietária da “H.P. Miles” e da fábrica Cervejaria Atlântica “Atlantic Brewery” e a família Leacok com  “Leacok & e Companhia Lda., através de uma pareceria estratégica fundaram a Empresa de Cervejas da Madeira Lda. (ECM).
Em 1965 juntou-se, a Sociedade Central de Cervejas SARL, prosseguindo assim as atividades da empresa, na criação, produção, engarrafamento e comercialização da cerveja e de refrigerantes variados, na Madeira e nos Açores  até à nacionalização de 30 de agosto de 1975 (DL nº474/75) provocada pela Revolução Portuguesa de 25 de Abril de 1974.
Desde então, até 1987, ou seja durante 11 anos os representantes da quota nacionalizada da Sociedade de Águas do Porto Santo Ld.ª mantiveram-se na administração, não se percebendo a efetivação da referida nacionalização, apesar de não receberem dividendos e de ser de conhecimento público que o Governo Regional da Madeira ter anunciado a intenção de reprivatizar a quota em causa.
Em 1999, o VII Governo Regional da Madeira, presidido pelo PSD, sem que tenha aceite a reversão solicitada por requerimento da Sociedade Águas do Porto Santo Lda. (detentores da cota nacionalizada) datado de 4 de fevereiro de 1994, vende as quotas nacionalizadas ao Grupo Pestana, um reputado grupo hoteleiro português que ainda mantem a posse.
A ECM mantem as atividades para que foi criada, fabrica, comercializa e distribui marcas próprias de cervejas, refrigerantes e águas, representando ainda marcas noutras categorias (espirituosas, vinhos, sumos e néctares, águas, leites, azeites, vinagres e molhos), mantendo no entanto como referências principais as marcas criadas pela empresa, antes da nacionalização, como sejam a Cerveja Coral em 1969, a Brisa Maracujá em 1970 e a Laranjada.
Desde sempre, as bebidas produzidas pela ECM foram premiadas mais de uma centena de vezes com Medalhas da Monde Selection, sendo de destacar as 16 de Grande Ouro e 15 de ouro para a Brisa Maracujá, 1 de Ouro para a Laranjada e duas de Grande Ouro e 25 de ouro para a cerveja CORAL.

## História e Fundação - 1872/1934
Em 1872, Henry Price Miles, um britânico que desde criança se radicou na Madeira fundou a Cervejaria Atlântica “Atlantic Brewery”, a primeira fábrica em Portugal a produzir cerveja em moldes industriais. Na época, poucos madeirenses conheciam a bebida. Para convencer as pessoas de que esta bebida era de boa qualidade, a família Miles resolveu oferecer pelas ruas do Funchal garrafas de cerveja transportadas em cestos de vindima. Inicialmente conhecida por “ale”, só quando o seu consumo se generalizou, é que a cerveja passou a denominar-se “beer”, como é vulgarmente apelidada hoje em dia pelos ingleses.

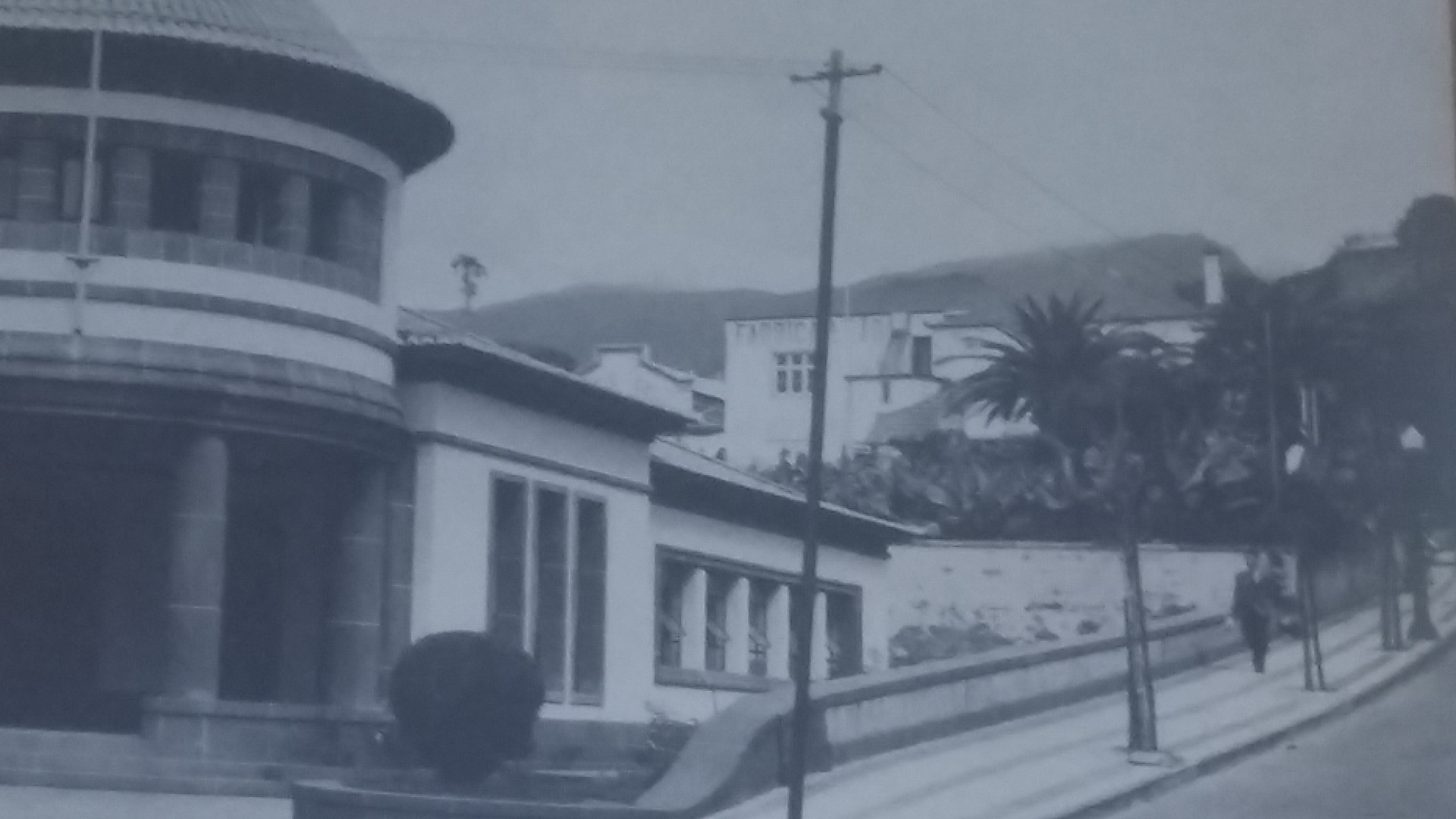
Fábrica Leão

Após a chegada do Eng. António Egídio Henriques de Araújo (1894 - 1977) de regresso à Madeira, em finais de 1919, depois de se formar em Londres em Engenharia Eletrotécnica, juntamente com o seu pai José Gomes Henriques de Araújo e numa pareceria com a família Tavares na pessoa do Sr, Francisco Dias Tavares, fundou em 1922 a Fábrica Leão, cujas quotas eram integralmente detidas pela Sociedade Araújos, Tavares e Passos Ld.ª. A fábrica tinha como objeto social a produção e comercialização de cerveja e refrigerantes, sendo as mais destacadas a Cerveja denominada "Pilsner" e o famoso refrigerante gasoso de laranja denominado "Laranjada" que se diz ser o refrigerante mais antigo de Portugal (1872 uma criação de Henry Miles).
Foi da fusão da Fábrica Leão com a Fábrica "Atlantic Brewery” que surgiu a E.C.M fundada em 1934.

## Inicio da atividade - 1934/1975

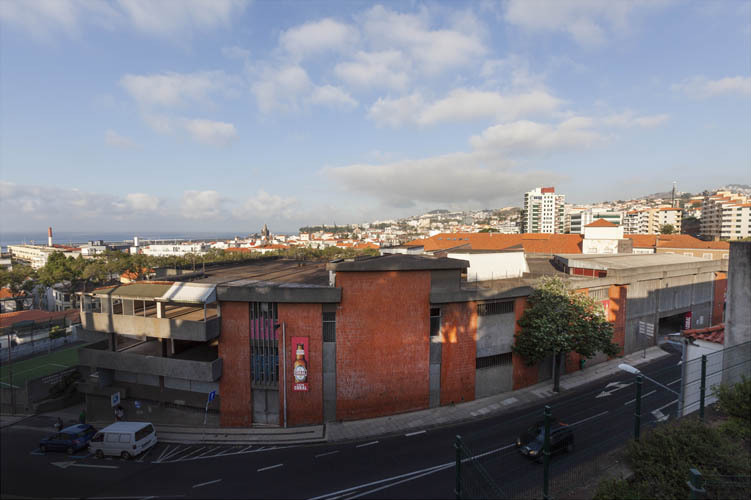
Fábrica da ECM - Arq. Rui Goes Ferreira - 1965

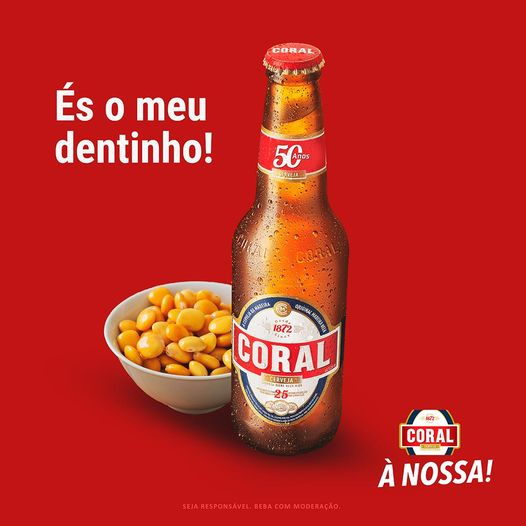
Cerveja CORAL

Após a falência do Banco Henrique Vieira da Silva e devido a grande recessão que se seguiu, nos finais dos anos 20 início dos anos 30, as duas empresas cervejeiras da Madeira concluíram que não seria viável a existência de duas fábricas num mercado tão pequeno como o da Madeira.
Assim em 1934, a administração das empresas “Araújo, Tavares e Passos, Lda.” e da Sociedade da “Água do Porto Santo Lda.”, realizaram uma cessão de quotas, da primeira para a segunda empresa, alterando a razão social para a “Empresa de Cervejas da Madeira, Lda. (ECM)”, admitindo dois novos sócios: “Leacok & e Companhia Lda. e a “H.P. Miles” que para ficar com uma quota idêntica há da “Água do Porto Santo Lda.” teve que pagar 500 contos.
Surgia assim a “Empresa de Cervejas da Madeira” que resulta assim da fusão das duas únicas fábricas de cerveja da Madeira – “Fábrica Leão” e “Fábrica Miles” propriedade de “Araújo, Tavares e Passos, Lda.” e “H.P Miles & Companhia”, respetivamente. A distribuição das quotas na ECM ficou assim distribuída; “Sociedade de Água do Porto Santo Lda.” com 47%, a “H.P Miles & Companhia” também com 47% e a “Leacok & e Companhia Lda.” com os restantes 6% da empresa.

Em 1935, a ECM adquire nos Açores 80% das quotas da fábrica de cerveja e refrigerantes João Melo de Abreu Lda. ficando assim quase monopolista do mercado de cervejas das Regiões Autónomas Portuguesas, mantendo a atividade e o crescimento moderado durante cerca de 25 anos, até à chegada em 1961, de Anthony Miles que regressa Madeira para ingressar o concelho de administração, acrescentando conhecimento adquirido e nova dinâmica.

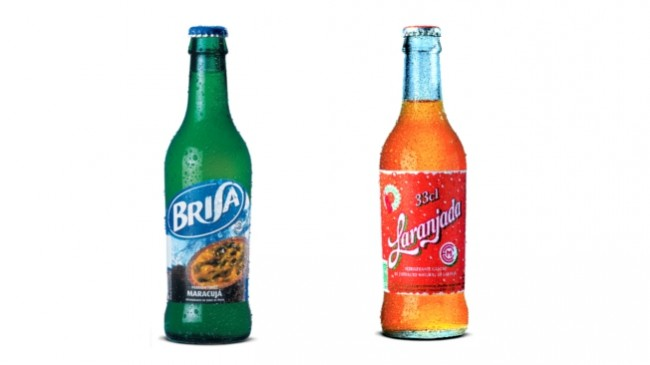
Brisa Maracujá e a Laranjada

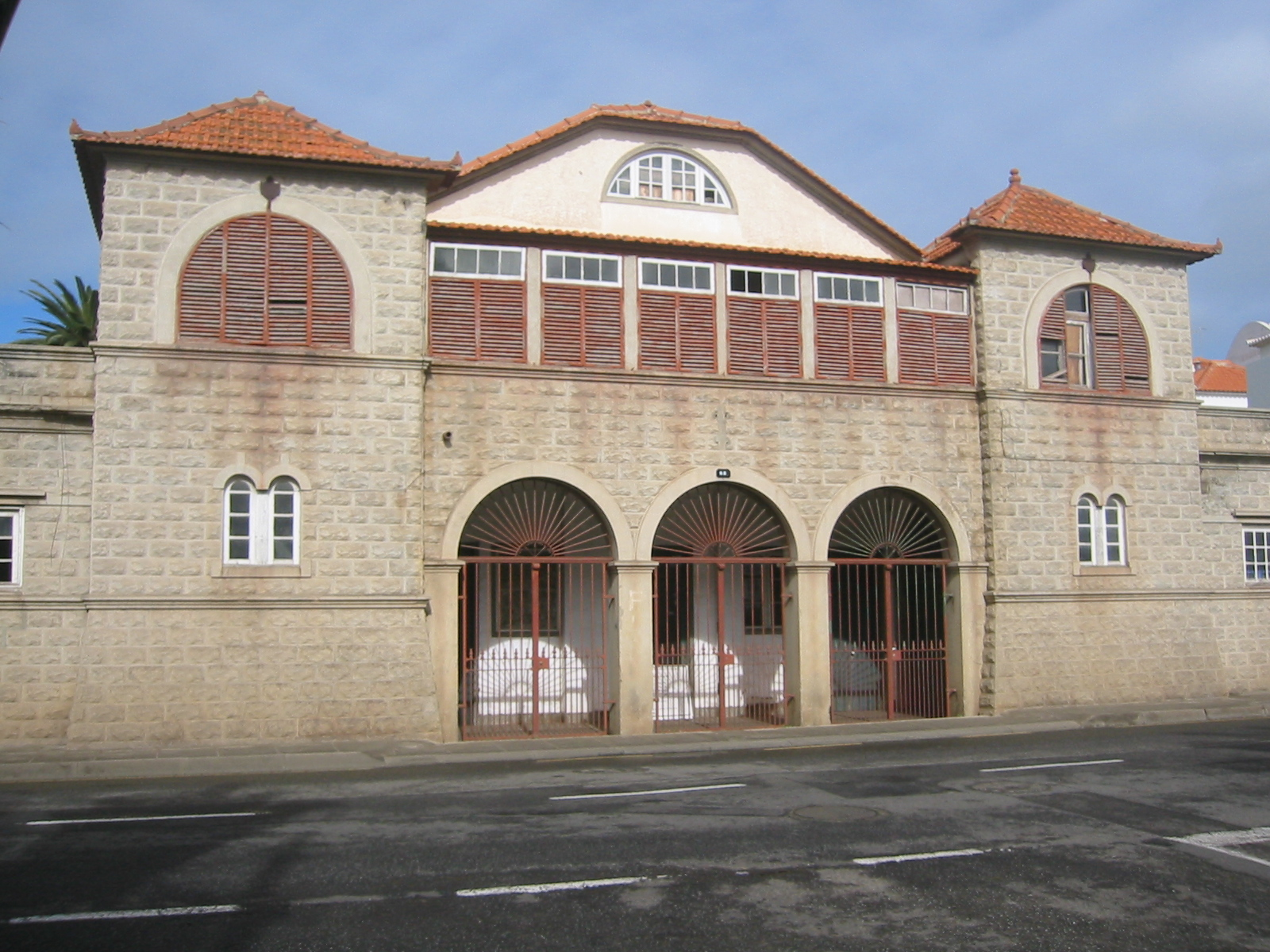
Fábrica da Sociedade de Água do Porto Santo no Porto Santo.

Em 1965, em resultado das boas relações que tinha com Humberto Pelágio administrador da Sociedade Central de Cervejas SARL acabada de ser fundada, o Eng. António Egídio Henriques de Araújo temendo a concorrência no mercado da cerveja da Madeira, propõe que a “Água do Porto Santo Lda.” e a “H.P Miles & Companhia” com Anthony Miles, cedam, cada uma, 15% das suas quotas à dita Sociedade. Aceite pela administração da ECM, diz-se que este acordo foi selado com um aperto de mão que se diz ter mais validade de um qualquer acordo escrito. Desde então é nomeado o Dr. Carlos de Ornelas Monteiro representante da Central de Cervejas, que segundo dizem tomou as rédeas da empresa com a proteção de Anthony Miles.
Neste mesmo ano de 1965, é inaugurado o novo Edifício Fabril da Empresa de Cervejas da Madeira na Rua Alferes Veiga Pestana, Funchal, um projeto do arquiteto Ruis Goes Ferreira com estrutura do Eng. Gonçalo Nuno Malheiro da Araújo.
Em 1967 nasce a cerveja Coral, uma marca comprada a uma empresa de licores franceses.
Com o crescimento que se verificava na venda e comercialização, a ECM sentiu a necessidade de criar uma nova empresa para a distribuição que se chamava DIFEL - Distribuidora de Cervejas e Refrigerantes do Funchal, que viria a ser fundamental para o crescimento sustentado da empresa. No início dos anos 70 com a frota da DIFEL em crescimento, já eram 15 viaturas, é alargada a distribuição para toda a ilha com armazéns em Santa Cruz, Ribeira Brava, Arco da Calheta e Porto Moniz.
Em 1969 nasce a marca Brisa, uma denominação criada internamente, para um refrigerante gaseificado, nos sabores Laranja, Limonada, Limão, Cola e Água Tónica e no início da década de 1970 surge o sabor Maracujá que viria a ser o refrigerante com mais sucesso de todos os produzidos na ECM. Em 1973 a ECM, amplia a parceria que tinha com a Central de Cervejas e começa a produzir a Cerveja Sagres, tendo um ano depois lançado o refrigerante Schweppes.
Após 40 anos de atividade comercial de grande sucesso, com a Revolução Portuguesa de 1974, as quotas com capital Português propriedade da “Água do Porto Santo Lda.” e da "Central de Cervejas" na Empresa de Cervejas da Madeira foram nacionalizadas, deixando as quotas de capital estrangeiro da “H.P Miles & Companhia” e "Leacok & e Companhia Lda.” intactas, com graves prejuízos que daí advieram.
Importante referir, que através de comunicado datado de 9 de setembro de 1975, publicado no Diário de Noticias da Madeira, os trabalhadores da ECM " ... votaram maciçamente contra a Nacionalização ...".

## Processo de nacionalização - 1975/1999

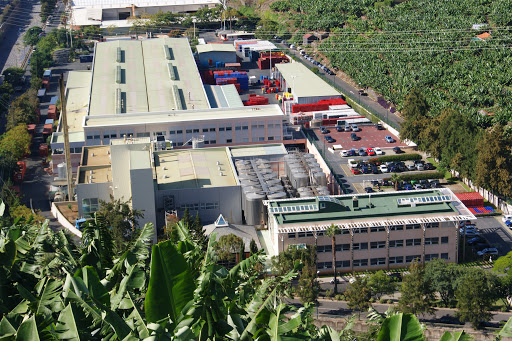
Fábrica da ECM - 1996

Em 30 de agosto de 1975 (DL nº474/75), em consequência da intervenção do Estado no sector cervejeiro, foi decretado pelo governo de Vasco Gonçalves, que as duas quotas de 32% propriedade da “Água do Porto Santo Lda.” e da "Central de Cervejas" na Empresa de Cervejas da Madeira, seriam nacionalizadas, ficando assim na posse do Instituto de Participações do Estado (IPE).
De imediato, os acionistas da sociedade  “Água do Porto Santo Lda.” e fundadores da ECM, reclamaram o direito de reversão da quota nacionalizada, que acabou transferida para a região no âmbito do processo autonómico, como garantia típica da nacionalização, considerada uma forma particular ou especial de expropriação por utilidade pública .

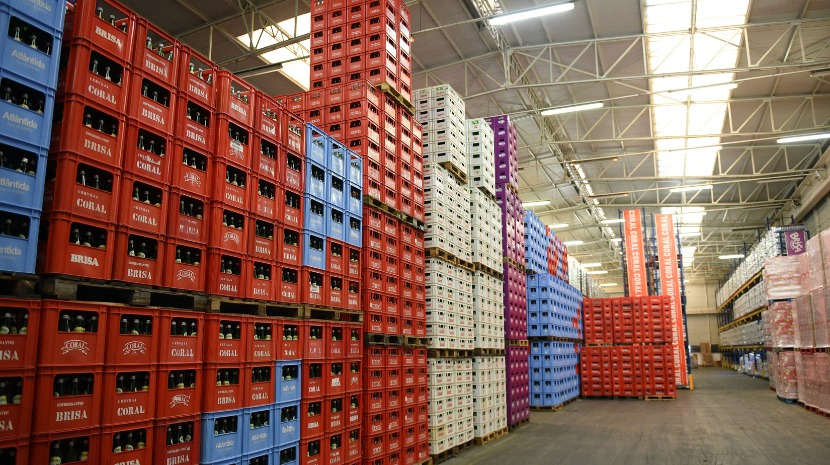
Interior da Fábrica da ECM - Câmara de Lobos

Assim em 1976, na sequência da nacionalização do sector cervejeiro e institucionalização da Autonomia da Região, a quota de “Aguas do Porto Santo, Lda.” (32%) passa para património da RAM, tendo  Instituto de Participações do Estado pago a "misera" quantia de 60.000 contos (300.000€) pelos 32% da quota nacionalizada da Empresa de Cervejas da Madeira.
O capital ficou então assim distribuído, 64% no Instituto de Participações do Estado (IPE), a “H.P Miles & Companhia” manteve os seus 32% e "Leacok & e Companhia Lda. com os mesmos 6%. Com esta nacionalização, logo, o Governo Regional nomeia o Dr. Nicolau Borges como delegado e mais tarde um administrador para o Concelho de Administração.
Em 1977 e até 2003, a Coca-Cola concede à ECM autorização para engarrafar, produzir e comercializar os seus produtos, que tinham uma quota de mercado inferior à das marcas tradicionais da ECM, o que era quase inédito no panorama internacional. Por exemplo a "Laranjada" na ilha da Madeira tinha, teve e ainda mantem maior cota de mercado do que a tradicional coca-cola.
Em 1985 é lançado o primeiro refrigerante sem gás, a BRISOL maracujá e a Brisa com sabor a maça é lançado em 1988.
Até 1987, na administração da empresa, ainda se mantinham os representantes dos acionistas nacionalizados da  “Água do Porto Santo Lda.” , até que o III Governo Regional da Madeira (de que fazia parte o atual presidente do Concelho de Administração da ECM - Dr. Miguel Sousa como Secretário Regional do Comércio e Transporte) regista a quota nacionalizada da Sociedade de Água do Porto Santo Lda. em seu nome.
Em 1991 a ECM adquire os restantes 20º da fábrica de cerveja e refrigerantes João Melo de Abreu Lda. na posse do Governo Regional dos Açores.
Nesta mesma década, Anthony Miles com a “H.P Miles & Companhia” adquire a participação de 6%  "Leacok & e Companhia Lda., ficando com 38%, assumindo assim a presidência do Conselho de administração até 1993, altura em que o Dr. Miguel de Sousa, deputado do PSD na Assembleia Legislativa Regional é nomeado administrador em representação da quota nacionalizada na mão do Governo Regional da Madeira.
Em 1994 o Grupo Pestana entra no capital da ECM, via aquisição de 51% da “H.P Miles & Companhia”, assumindo o Dr. Miguel Sousa como presidente do Conselho de administração da ECM, cargo que ainda ocupa.
No mesmo ano, mais precisamente a 4 de fevereiro de 1994 a Sociedade Águas do Porto Santo Lda., dando continuidade à indignação quanto a nacionalização da quota que detinha na ECM, requer ao Governo Regional da Madeira a reversão da quota nacionalizada, e por não ter recebido qualquer resposta, seguiu com o processo de reversão para os tribunais 
É de salientar ainda neste processo, que em 1995, a Sociedade de Água do Porto Santo vê-se mais uma vez envolvida num processo injusto e muito infeliz (foi ilibada de todas as acusações) na sequência de uma vistoria levada a efeito, em 30 de Agosto desse ano pela Direção Regional de Saúde Pública, integrada na Secretaria Regional dos Assuntos Sociais, da RAM, que em função dos resultados das análises à água, então realizadas, em 2 de outubro de 1995, foi ordenada, verbalmente, a cessação de laboração da unidade fabril que a Sociedade de Água do Porto Santo detinha e ainda detém no Porto Santo, para exploração e comercialização de água mineral de nascentes situadas naquela ilha, sendo as respetivas instalações seladas, em 6 de outubro de 1995.
O encerramento compulsivo ordenado em 2 de outubro de 1995, mantido desnecessariamente, até Setembro de 2000, data em que a empresa e os seus representantes foram absolvidos de todas as acusações, não evitando, como é obvio, danos emergentes e de reputação que obviamente prejudicam qualquer tentativa de reversão da quota nacionalizada da ECM, além de lucros cessantes muito elevados., que provocaram que Sociedade Sociedade de Água do Porto Santo Lda. colocasse nos tribunais um pedido de indeminização pelos danos patrimoniais e não patrimoniais que lhe foram causados com o ordenado encerramento da exploração.
Voltando à ECM, apesar de amplamente noticiada desde 1991, a privatização da ECM pelo governo madeirense, só foi efetivamente desencadeada em 1996, depois de inaugurada a nova fábrica no parque Industrial dos Socorridos. O projecto, com um custo de 6,4 milhões de contos, representou o maior investimento industrial realizado no arquipélago e obteve comparticipações nacionais e comunitárias, através do SIBR e POP II, no montante global de 2,7 milhões de contos, sendo de 552 mil contos o valor da comparticipação do orçamento regional no investimento. A fábrica ocupa um terreno com 36.000 m², 13.600m2 cobertos, seis (6) linhas de engarrafamento.
Em Dezembro de 1998, o executivo de Alberto João Jardim encomendou a avaliação económico-financeira da empresa ao BES Investimentos e ao BPI.

## Desenvolvimento da atividade - 1999/2004
No ano 1999, Grupo Pestana na parceria com a família Miles, comprou as quotas nacionalizadas da Central de Cervejas na ECM ganhando o controle de 68% da empresa, ficando assim a faltar os 32º% ainda na posse do Governo Regional da Madeira.
Pouco tempo depois no mesmo ano de 1999 a quota nacionalizada em 1975 com o valor nominal de 201 mil contos, que pertencia à Sociedade de Águas do Porto Santo, transferida e na posse do Governo Regional da Madeira é alienada ao Grupo Pestana, que assume assim o controle maioritário da empresa, mantendo-se a presença da HP Miles com uma pequena participação.
Após esta decisão do Governo regional escreve o jornalista Tolentino Nóbrega no Jornal o "Publico" " ... O Tribunal de Contas (TC) levantou dúvidas quanto à legalidade do procedimento adoptado pelo governo regional na privatização da Empresa de Cervejas da Madeira (ECM)... Segundo o relatório da auditoria nº 8/2003, da secção regional do TC, - um dos 13 despachados pelo juiz conselheiro Pestana de Gouveia no seu último dia de funções, a 30 de Setembro de 2003, apesar de integrar o parecer à Conta da Região relativa a 2000 - a decisão de alienação da quota nacionalizada caberia não ao governo madeirense mas ao Conselho de Ministros, o que "acarretaria, não só a nulidade do acto de adjudicação, como a responsabilização financeiro-sancionatória dos titulares dos órgãos intervenientes". A não intervenção da Comissão de Acompanhamento das Reprivatizações, acrescenta o tribunal, determinaria também a nulidade de todo o procedimento e, ainda, a ausência de concurso público ou limitado por prévia qualificação, a que obriga a citada lei, implicaria a invalidade do acto de adjudicação, tornado-o nulo, importando ainda a aplicação de multa aos responsáveis por tais actos. O governo regional defende o ajuste directo, "por ser o mais consentâneo com a situação em causa", concluindo que, a haver incumprimento desta norma ou de regras sobre a assumpção de despesas públicas, "qualquer responsabilidade daí decorrente estará extinta por amnistia", ao abrigo das leis 29/99 e 98/97...."
A escritura pública de alienação da quota da Região Autónoma da Madeira (32 por cento) à sociedade H.P. Miles, maioritariamente detida pelo grupo Pestana, foi celebrada em Julho de 2000, sendo a última registada no sector cervejeiro a nível nacional. Com a operação, o orçamento regional encaixou 1,160 milhões de contos (5,8 milhões de euros), com pagamento faseado.
Após a venda da quota nacionalizada, a Sociedade "Águas do Porto Santo, Lda." não desiste,  e  reclama ao Estado Português uma indemnização de 5,5 milhões de euros, pelos alegados prejuízos da nacionalização da sua quota de 32 por cento na Empresa de Cervejas da Madeira (ECM). Depois do Tribunal Administrativo de Lisboa e o Supremo Tribunal Administrativo terem-se julgado incompetentes para julgar a causa, a acção judicial movida por aquela empresa deu no Tribunal Administrativo e Fiscal do Funchal, a instância territorialmente considerada competente para apreciar o processo.
Com a acção judicial, os ex-accionistas e fundadores da ECM pretendiam obter uma indemnização de montante superior à que resultou dos despachos normativos que fixaram o valor da percentagem do capital social da empresa nacionalizada. Os autores da acção fundamentam o pedido não apenas na errada ou ilegal aplicação dos diplomas respeitantes ao cálculo da indemnização por nacionalização, como ainda na prática administrativa seguida de atribuir indemnizações muitos anos depois do acto ablativo da nacionalização e da lei que possibilitou a administração a agir.
Em 2001 São adquiridos, ao Governo da República de Cabo Verde, 76% do capital da CERIS – sociedade Cabo-Verdiana de Cerveja e Refrigerantes, SA

## 2004 até hoje
Só em 2004 é que o Grupo Pestana passa a deter a totalidade do capital da ECM, comprando as restantes quotas ainda na posse da HP. Miles, assumindo assim o controle total da ECM.
Com uma equipa de cerca de 250 colaboradores, serve aproximadamente 3500 clientes e tem uma cobertura de 100% dos pontos de venda da Região. Para corresponder às necessidades dos seus clientes, a ECM proporciona um sistema de pré-venda com entrega em 24 horas tendo a maior força de vendas no sector na Região, um serviço de televenda e uma Linha Verde ao serviço do cliente, o que lhe confere também uma grande capacidade de implementação de promoções e acções de marketing na totalidade das lojas.
Mais recentemente a ECM tem vindo a desenvolver esforços para que os seus produtos estejam à disposição das comunidades portuguesas em todo o mundo. Sendo a mobilidade uma característica da população madeirense, estima-se que actualmente existam cerca de 1 milhão de madeirenses espalhados pelo mundo, com a tradição de preferência pelos produtos da ECM.
Em 2005 entra no segmento das águas com água Atlântida e em 2006 no segmento iced teas com BriTea, disponível nos sabores pêssego, limão e maracujá. No mesmo ano estabelece uma parceria estratégica para a representação dos produtos Puleva, Vinhos Marka, Diageo.

## Produtos principais

### Coral Branca
É uma cerveja do tipo “lager”, fabricada a partir dos melhores maltes e lúpulos de origem checa, fermentada e amadurecida a baixas temperaturas. As condições específicas e o rigoroso controlo na fabricação conferem-lhe características próprias como uma cor pálida dourada, um sabor limpo, suave e aromático, um corpo leve e um agradável aroma a flor de lúpulo. As suas qualidades (leve, refrescante e agradável) tornam-na ideal para refrescar, matar a sede, consumir por prazer, e acompanhar os mais variados pratos como peixe e mariscos, carnes, aves, pasta, entre outros.

### Brisa Maracujá
Criada em 1970, foi o primeiro refrigerante no mundo à base de sumo de maracujá puro. É fabricado a partir de sumo de maracujá roxo (Passiflora edulis) e água tratada levemente carbonatada. Não tem corantes. Pelas suas propriedades, a polpa do fruto fica na parte inferior da embalagem. Ao revirar, os componentes misturam-se resultando um refrigerante turvo de cor amarela dourada, e um aroma e sabor intensos a maracujá. As suas qualidades fazem-na uma bebida refrescante, agradável e óptima para matar a sede. É excelente para misturar com vodka e gin.

### Laranjada
Nascido em 1872 é o mais antigo e tradicional refrigerante madeirense produzido pela ECM. É muito refrescante, excelente misturado com vinho (sangria) e, como é habitual na Madeira, com Cerveja Coral. A Laranjada nasceu ainda no tempo da monarquia, em 1872. Mais velha do que a Coca-Cola, a Laranjada foi o primeiro refrigerante a ser produzido em Portugal, mantendo até hoje o seu sabor característico. É um refrigerante fortemente carbonatado, efervescente, límpido, ligeiramente acidulado, de cor laranja vivo característico, com pronunciado aroma e sabor a casca de laranja. Genuinamente madeirense, a Laranjada esteve desde sempre associada às festas do arquipélago. A tradição continua viva e não há festa tradicional sem um “cocktail de laranjada”, uma mistura de vinho ou cerveja Coral com refrigerante.